# Jason Cavalier
Pour les articles homonymes, voir Cavalier.
Jason Cavalier, est un acteur et cascadeur canadien, né à Montréal au Québec.

## Filmographie

### Acteur

#### Télévision
- 1988-1989 : Campus : Mickey (129 épisodes)
- 1989 : Starting from Scratch : le petit-ami de Sylvia (1 épisode)
- 1991 : Minutes du Patrimoine : Jacques Plante et un aborigène (2 épisodes)
- 1991-1992 : Urban Angel : Simon et Stéphane (3 épisodes)
- 1994 : Sirènes : Tony Salley (1 épisode)
- 1995 : Kung Fu, la légende continue : le troisième voleur (1 épisode)
- 1995-1999 : Fais-moi peur ! : Sid et un guerrier (2 épisodes)
- 1995 : Pour l'amour du risque : Paul
- 1996-1997 : Space Cases : Commandant Spung, Tongo et Yox (3 épisodes)
- 1997 : Omertà : un détenu (2 épisodes)
- 2000 : The Secret Adventures of Jules Verne : plusieurs rôles (2 épisodes)
- 2000 : Le Chien des Baskerville : Seldon
- 2001 : Le Loup-garou du campus : Challenger (1 épisode)
- 2003 : Largo Winch : Malcolm Morton (1 épisode)
- 2004 : Temps dur : un homme cagoulé (1 épisode)
- 2004 : 11 Somerset : Patrick ranger (1 épisode)
- 2006 : Sous haute tension : le patron du bar
- 2007 : Durham County : Alvy (1 épisode)
- 2007 : Dead Zone : le député de la station de police
- 2009 : Lance et compte : l'agent de sécurité (3 épisodes)
- 2009 : Le Dernier Templier : Crackhead (2 épisodes)
- 2010 : Musée Éden : un policier en civil (4 épisodes)
- 2011 : Toute la vérité : Guy Paulus (2 épisodes)
- 2011-2014 : Being Human : Officier Sully (2 épisodes)
- 2013 : Tempête solaire : Au péril de la Terre : le chef d'équipe (1 épisode)
- 2014 : Ascension : l'agent de sécurité (2 épisodes)
- 2014-2016 : 19-2 : Belinski (3 épisodes)
- 2015 : Helix : l'immortel (1 épisode)
- 2015 : The Art of More : Patrick Connor (1 épisode)
- 2015 : Les Jeunes Loups : l'itinérant tabassé (1 épisode)
- 2016 : Les Pays d'en haut : le client de l'hôtel de la bagarre (1 épisode)
- 2016 : Quantico : l'agent secret (1 épisode)
- 2017 : Bellevue : le père de Max (1 épisode)
- 2017 : District 31 : Glenn Douglas (4 épisodes)
- 2018 : Blue Moon : Agent Clayton (1 épisode)
- 2018 : Bad Blood : Cinnamon Girl (1 épisode)
- 2019 : Titans : un policier
- 2020 : La Vie à cinq : l'officier du I.C.E. (1 épisode)
- 2021 : Les Honorables : un patrouilleur (1 épisode)
- 2022 : C'est comme ça que je t'aime : André Lamontagne (1 épisode)

#### Jeu vidéo
- 2021 : Les Gardiens de la Galaxie : Drax

### Cascadeur

#### Cinéma
- 1995 : Les Voyageurs de l'arc-en-ciel
- 1997 : La Vengeance de la femme en noir
- 1997 : Contrat sur un terroriste
- 1998 : Le Dernier Templier
- 1999 : Voyeur
- 1999 : Le Quatrième Étage
- 2001 : Braquages
- 2002 : Rollerball
- 2002 : Riders
- 2002 : La Somme de toutes les peurs
- 2003 : La Couleur du mensonge
- 2003 : Prisonniers du temps
- 2004 : Sœurs de glace
- 2004 : Nouvelle-France
- 2004 : Aviator
- 2006 : The Fountain
- 2006 : 300
- 2007 : I'm Not There
- 2008 : Max la Menace
- 2008 : Outlander : Le Dernier Viking
- 2008 : La Momie : La Tombe de l'Empereur Dragon
- 2008 : Course à la mort
- 2009 : Mr Nobody
- 2010 : Repo Men
- 2010 : Die, le châtiment
- 2010 : L'Appât
- 2011 : Funkytown
- 2011 : Sortilège
- 2011 : Les Immortels
- 2012 : Blanche-Neige
- 2012 : The Expatriate
- 2012 : Appartement 1303
- 2013 : Les Schtroumpfs 2
- 2013 : The Mortal Instruments : La Cité des ténèbres
- 2014 : RoboCop
- 2014 : Pompéi
- 2014 : Brick Mansions
- 2014 : X-Men: Days of Future Past
- 2016 : X-Men: Apocalypse
- 2016 : Ma vie de chat
- 2016 : Bad Santa 2
- 2017 : Bon Cop, Bad Cop 2
- 2019 : X-Men: Dark Phoenix
- 2021 : Chaos Walking
- 2022 : Moonfall
- 2023 : Scream 6

#### Télévision
- 1997 : Les Nouvelles Aventures de Robin des Bois
- 2000 : Popular Mechanics for Kids
- 2002 : Le Dernier Chapitre
- 2004 : Les Liens du mariage
- 2006 : Péril à domicile
- 2009 : Phantom, le masque de l'ombre
- 2010-2011 : Mirador
- 2011 : Nikita
- 2015 : The Dovekeepers
- 2016 : Les Pays d'en haut
- 2018 : Jack Ryan
- 2019 : Titans

#### Jeu vidéo
- 2012 : Far Cry 3
- 2017 : For Honor
- 2017 : Assassin's Creed Origins
- 2019 : Tom Clancy's Ghost Recon Breakpoint